# Cuarenta y tres
El cuarenta y tres (43) es el número natural que sigue al 42 y precede al 44.

## Matemáticas
- Es el 14.º número primo, después del 41, con el cual son números primos gemelos, y antes del 47.
- 3.º número primo de Wagstaff.
- Forma un triplete de números primos sexys (31,37,43).
- Número de la suerte.
- Es un número gaussiano primo, pues no hay dos enteros gaussianos cuyo producto sea 43; además, es de la forma 4k + 3.
- En el sistema de numeración vigesimal es 23v, dos veintenas con tres unidades.
- Como diferencia de cuadrados {\displaystyle 22^{2}-21^{2}=43}
- 101011b en notacion binaria; 11223, terciaria; 2234 cuaternaria. 1335, quinaria.
- 538, notación octal; 479, base nueve, sistema nonario; 37D en base 12, sistema duodecimal[1]
- 4.º término de la sucesión de Sylvester.
- 43 es el número natural más grande que no es un número de McNugget.

Ver problema de Frobenius.

## Ciencia
- 43 es el número atómico del tecnecio. Este es el elemento sintético con el número atómico más pequeño.
- Objeto de Messier M43 es una región H II en la constelación de Orión.
- Objeto del Nuevo Catálogo General NGC 43  es una galaxia lenticular localizada en la constelación de Andrómeda.
- (43) Ariadne es un asteroide perteneciente al cinturón de asteroides.

## Ver más
- Es el código telefónico internacional de Austria.
- En México, "los 43" es uno de los nombres con que se conoce, coloquialmente, el caso de la desaparición forzada de ese número de estudiantes en Ayotzinapa, Guerrero.